# Daniel J. Ehrlich
Daniel „Dan“ Jacob Ehrlich (* 9. Juni 1951 in Washington, D.C.) ist ein US-amerikanischer Ingenieur für Optik, Biomedizin und Mikroelektronik.
Ehrlich studierte an der University of Rochester mit dem Bachelor-Abschluss 1973 und der Promotion 1977 in Optical Engineering. Ab 1977 war er am Lincoln Laboratory des Massachusetts Institute of Technology in der Quantenelektronik-Gruppe. 1984 bis 1988 war er Assistant Leader der Mikroelektronik Gruppe (Lithographie, Nanotechnologie) und 1988/89 Gruppenleiter der Submicrometer Technology Group. Danach war er bis 1995 Senior Staff Member. 1995 bis 2009 war er Gastwissenschaftler am MIT Center for Biological Engineering und war außerdem leitender Wissenschaftler und Direktor des BioMEMS Laboratory des Whitehead Institute am MIT. Seit 2009 hat er eine Forschungsprofessur für Biomedical Engineering an der Boston University.
1991 war er Gründer und Präsident von Revise Inc., die 2003 an die FEI Corporation verkauft wurden und Geräte für die Halbleiterindustrie entwickelten. 2000 war er Mitgründer von Network Biosystems.
Ende der 1970er und Anfang der 1980er Jahre entwickelte er mit Thomas F. Deutsch und Richard M. Osgood Techniken des chemischen Ätzens von Silizium mit Lasern und der Ablagerung von Metallen und Halbleitern in Chipstrukturen mit laserinduzierter Photodissoziation.
1979 entwickelte er mit Richard Osgood und Peter Moulton einen UV-Festkörperlaser, damals der optisch gepumpte Festkörper-Laser mit der kürzesten Wellenlänge.
Er entwickelte neue Instrumente und Methoden für zellbasiertte biomedizinische Assays aus der Kombination von Mikrofluidik und UV-Mikroskopie und anderen Techniken in Instrumenten mit Durchsatz hoher Geschwindigkeit. Ziel ist unter anderem die Anwendung bei medizinischer Diagnose (z. B. Früherkennung von Krebs), Forensik, DNA-Sequenzierung und für die Entwicklung von Medikamenten.
Er veröffentlichte über 240 wissenschaftliche Arbeiten und hält 25 Patente (Stand 2013).
1991 erhielt er den R. W. Wood Prize mit Deutsch und Osgood. Er ist Fellow der Optical Society of America.

## Schriften
- mit A. Wayne Johnson (Hrsg.): Laser-controlled chemical processing of surfaces. North Holland, 1984.
- (Hrsg.): Emerging technologies for in situ processing. Nijhoff, 1988.
- mit Gregg S. Higashi (Hrsg.): Laser and particle-beam chemical processing for microelectronics. Materials Research Society, Pittsburgh 1988.
- mit Jeffrey Y. Tsao: Laser microfabrication: thin film processes and lithography. Academic Press, 1989.
- mit J. Ueberfeld, B. Mckenna, K. Ramdhanie: Microdevice DNA Forensics. Humana Press, 2009.
- mit B. K. McKenna, J. G. Evans, A. C. Belkina, G. V. Denis, D. H. Sherr, M. C. Cheung: Parallel Imaging Microfluidic Cytometer In: Methods in Cell Biology Band 102, 2011, S. 49–75.
- mit B. J. Zeskind, C. D. Jordan, W. Timp, L. Trapani, G. Waller, V. Horodincu, P. Matusudaira: Nucleic Acid and Protein Mass Mapping by Live-Cell Deep-Ultraviolet Microscopy. In: Nature Methods. Band 4, 2007, S. 567–569.
- mit S. A. El-Difrawy, R. Lam, J. H. Aborn, M. Novotny, E. A. Gismondi, P. Matsudaira, B. K. McKenna, T. O’Neil, P. Streechon: High Throughput System for DNA Sequencing. In: Review of Scientific Instruments Band 76, 2005.